# Erlauf (Município)
Erlauf é um município da Áustria localizado no distrito de Melk, no estado de Baixa Áustria.

## Geografia
A freguesia de Erlauf ocupa uma área de 9,67 km². Fica na margem do Rio Erlauf.
19,77% da superfície são arborizados.

## População
Tinha 1115 habitantes no fim de 2005.

## Política
O burgomestre é Franz Kuttner do Partido Popular Austríaco.

### Conselho Municipial
- ÖVP 12
- SPÖ 4
- FPÖ 3

## Subdivisões
Erlauf, Harlanden, Knocking, Maierhofen, Niederndorf, Ofling, Steinwand, Wolfring